# إيرل كوك (لاعب كرة قاعدة)
إيرل كوك (بالإنجليزية: Earl Cook)‏ هو لاعب كرة قاعدة أمريكي، ولد في 10 ديسمبر 1908 في ويتجيرج ستوفيل في كندا، وتوفي في 21 نوفمبر 1996 في ماركام في كندا.

## وصلات خارجية
- إيرل كوك على موقعبيزبول رفرنس.كوم (الدوري الرئيسي) (الإنجليزية)